# Harvey A. Carr
Harvey A. Carr (* 30. April 1873 in Morris; † 21. Juni 1954 in Culver, Indiana) war ein US-amerikanischer Psychologe und Professor an der University of Chicago.

## Leben
Er wurde auf einer Farm in Illinois als Sohn von Hamilton Carr und Bell Garden geboren. Sein Mittelname hat keine Bedeutung; er wurde von ihm nur verwendet, um seine Unterschrift zu vervollständigen. Nach dem Besuch einer Landschule besuchte er mit 18 Jahren den Vorbereitungskurs an der DePauw University; sein Hauptfach war dabei die Mathematik. Nach zwei Jahren musste er aus gesundheitlichen und finanziellen Gründen wieder zurück auf die Farm. 1899 nahm er sein Studium an der University of Colorado auf. Nach seinem Bachelor-Abschluss beschloss er zu bleiben und einen Master-Abschluss anzustreben. 1902 erwarb er dort einen Master of Arts.
1902 erhielt Carr ein Stipendium als Doktorand an der Universität von Chicago, um experimentelle Psychologie zu studieren. Seine Lehrer waren u. a. John Dewey, James Rowland Angell und John B. Watson. Sein Doktorat legte er 1905 ab (Dissertationsthema: „A visual illusion of motion during eye closure“). Danach arbeitete er zwei Jahre als Lehrer an einer High School in Texas und weiter zwei Jahre als Instruktor am Pratt Institute in New York City. 1907 kehrte er nach Chicago zurück und arbeitete mit Watson an dem Kerplunk-Experiment. Dieses war ein Reiz-Reaktions-Experiment, das an Ratten durchgeführt wurde und die Fähigkeit demonstriert, willkürliche motorische Reaktionen in eine konditionierte Reaktion umzuwandeln. Nach dem Weggang von Watsons an die Johns Hopkins University übernahm er 1908 die Leitung der Tierstudien in Chicago. In diesem Jahr wurde er zuerst als Assistant Professor an die Universität von Chicago berufen. Hier verblieb er bis zu seiner Emeritierung im Jahre 1938. Während dieser Zeit war er von 1922 bis 1938 Vorsitzender des Departements.

## Werk
Zu Beginn seiner akademischen Karriere setzte er die in seiner Dissertation begonnenen wahrnehmungspsychologischen Arbeiten fort (z. B. über den autokinetischen Effekt). Diese Arbeiten kulminierten in dem 1935 veröffentlichten Werk „An Introduction to Space Perception“, eine systematische Einführung in das Problem der Wahrnehmung der räumlichen Eigenschaften von Objekten, d. h. ihrer Größe, Form, Stabilität, Beweglichkeit und ihrer Entfernungs- und Richtungslage in Bezug aufeinander und auf das wahrnehmende Subjekt. Ab 1908 setzte er die von John B. Watson begonnenen Tierexperimente in Labyrinthen mit weißen Ratten fort.
In späteren Jahren konzentrierte er sich zunehmend auf Konzepte wie Lernen, Bewusstsein und den Geist. Er untersuchte dabei Kurven des Vergessens, Lernplateaus, Aufmerksamkeitsbereiche, Bewusstsein und Gedächtnis. Carrs Interesse am Funktionalismus vertiefte sich, beeinflusst von George Frederick Stout, George Herbert Mead. Seiner Meinung nach wird Psychologie durch geistige Aktivität definiert. Obwohl er für seine Offenheit gegenüber neuen Ideen bekannt war, zögerte er, den Behaviorismus von Watson zu akzeptieren, zumal dieser im Gegensatz zu seinen Vorstellungen vom Mentalismus stand. Er empfand sich selbst als „eine Art Behaviorist auf dem Gebiet der Tierpsychologie“, akzeptierte aber diese Position in der Humanpsychologie nicht.

## Ehrungen/Positionen
- 1927: Präsident der American Psychological Association
- 1937: Präsident der Psychologischen Vereinigung des Mittleren Westens
- Herausgeber des Journals of Experimental Psychology
- Herausgeber des Journals of General Psychology

## Privates
Am Pratt Institute hatte er seine spätere Frau, Antoinette Cox, kennengelernt. Die beiden hatten drei gemeinsame Kinder.

## Publikationen (Auswahl)
- An Introduction to Space Perception. Hafner Publishing Company, New York 1935.
- Psychology: A Study of Mental Activity. Longman, Green 1925.
- A visual illusion of motion during eye closure. In: Psychological Monographs, 1906, 31, S. 1–127.